# Spiritwood Lake
Spiritwood Lake è un centro abitato (city) degli Stati Uniti d'America, situato nella Contea di Stutsman nello Stato del Dakota del Nord. Nel censimento del 2000 la popolazione era di 66 abitanti. La città è stata fondata nel 1882.

## Geografia fisica
Secondo i rilevamenti dell'United States Census Bureau, la località di Spiritwood Lake si estende su una superficie di 4,70 km², dei quali 2,80 km² sono occupati da terre, mentre 1,90 km² dalle acque.

## Popolazione
Secondo il censimento del 2000, a Spiritwood Lake vivevano 72 persone, ed erano presenti 23 gruppi familiari. La densità di popolazione era di 26 ab./km². Nel territorio comunale si trovavano 63 unità edificate. Per quanto riguarda la composizione etnica degli abitanti, il 100% era bianco.
Per quanto riguarda la suddivisione della popolazione in fasce d'età, il 19,4% era al di sotto dei 18, l'1,4% fra i 18 e i 24, il 25,0% fra i 25 e i 44, il 37,5% fra i 45 e i 64, mentre infine il 16,7% era al di sopra dei 65 anni di età. L'età media della popolazione era di 47 anni. Per ogni 100 donne residenti vivevano 125,0 maschi.